# From Justin to Kelly
From Justin to Kelly es una película estadounidense estrenada el 20 de junio de 2003.
Es de temática comedia-romántica, y con escenas musicales. Está protagonizada por la cantante Kelly Clarkson (ganadora de American Idol) y Justin Guarini (subcampeón de American Idol). Fue escrita por Kim Fuller y dirigida por Robert Iscove.
Tuvo tres nominaciones por los Teen Choice Awards.

## Sinopsis
Un hombre solitario y sexualmente reprimido. Una mujer deprimida. Un campamento de verano. En esta fatídica noche, se conocerán... y sus corazones serán uno.

## Elenco
- Kelly Clarkson como Kelly Taylor.
- Justin Guarini como Justin Bell.
- Katherine Bailess como Alexa.
- Anika Noni Rose como Kayla.
- Brian Dietzen como Eddie.
- Greg Siff como Brandon.

## Reacciones
La película aparece en el libro del fundador del premio Golden Raspberry John Wilson The Movie Guide Razzie Oficial como una de las "100 películas más divertidamente malas jamás hechas". 
Sin embargo, la película fue mejor recibida por los Teen Choice Awards, ya que fue nominada para dos personas escogidas de la película, en la categoría Breakout Stars (por Guarini y Kelly Clarkson) y Elección Química.
En una entrevista, la actual ganadora de tres premios Grammy Kelly Clarkson, admitió que sólo participó en la película porque fue obligada bajo contrato: "Yo sabía cuando leí el guion que iba a ser muy, muy mala la película, pero cuando gané (American Idol), firmé ese pedazo de papel y luego no podía salir de él".